# Ciudad fantasma de Fengdu
La ciudad fantasma de Fengdu (en chino tradicional, 豐都鬼城; en chino simplificado, 丰都鬼城; pinyin, Fēngdū Guǐ Chéng) es un gran complejo de santuarios, templos y monasterios dedicados al más allá ubicado en la montaña Ming, en el condado de Fengdu (municipalidad de Chongqing, China). Está situada a unos 170 km río abajo de Chongqing, en la orilla norte del río Yangtsé. Después de la construcción de la presa de las Tres Gargantas y la subida del nivel del agua, quedó separada de la ciudad de Fengdu, que fue reconstruida más arriba en la ladera de la montaña, en el lado sur del río.

## Historia
De acuerdo a las leyendas locales, la historia del lugar se remonta a casi dos mil años. El complejo se centra en la vida después de la muerte y combina las creencias del confucianismo, el taoísmo y el budismo. Según el mito, Fengdu recibió su nombre de «ciudad fantasma» durante la dinastía Han, cuando dos funcionarios imperiales, Yin Changsheng y Wang Fangping, llegaron a la montaña Ming para practicar el taoísmo y en el proceso se hicieron inmortales. La combinación de sus nombres, «Yinwang», significa «Rey del Infierno», lo que dio comienzo al enfoque del monte en el inframundo. Muchos de los templos y santuarios muestran pinturas y esculturas de personas siendo torturadas por sus pecados.
Según las creencias chinas, los muertos deben pasar tres pruebas antes de pasar a la siguiente vida. Primero deben cruzar el «puente del Desamparo», construido durante la dinastía Ming. Tiene tres arcos y solo el del medio se usa para juzgar a las personas. Hay diferentes protocolos para cruzar según el sexo, la edad y el estado civil. En el puente, los demonios permiten o prohíben el paso. A las persona buenas se les permite pasar, mientras que los malvados serán empujados al agua de abajo. En la actualidad, este ritual es una atracción turística, con actores caracterizados de demonios.

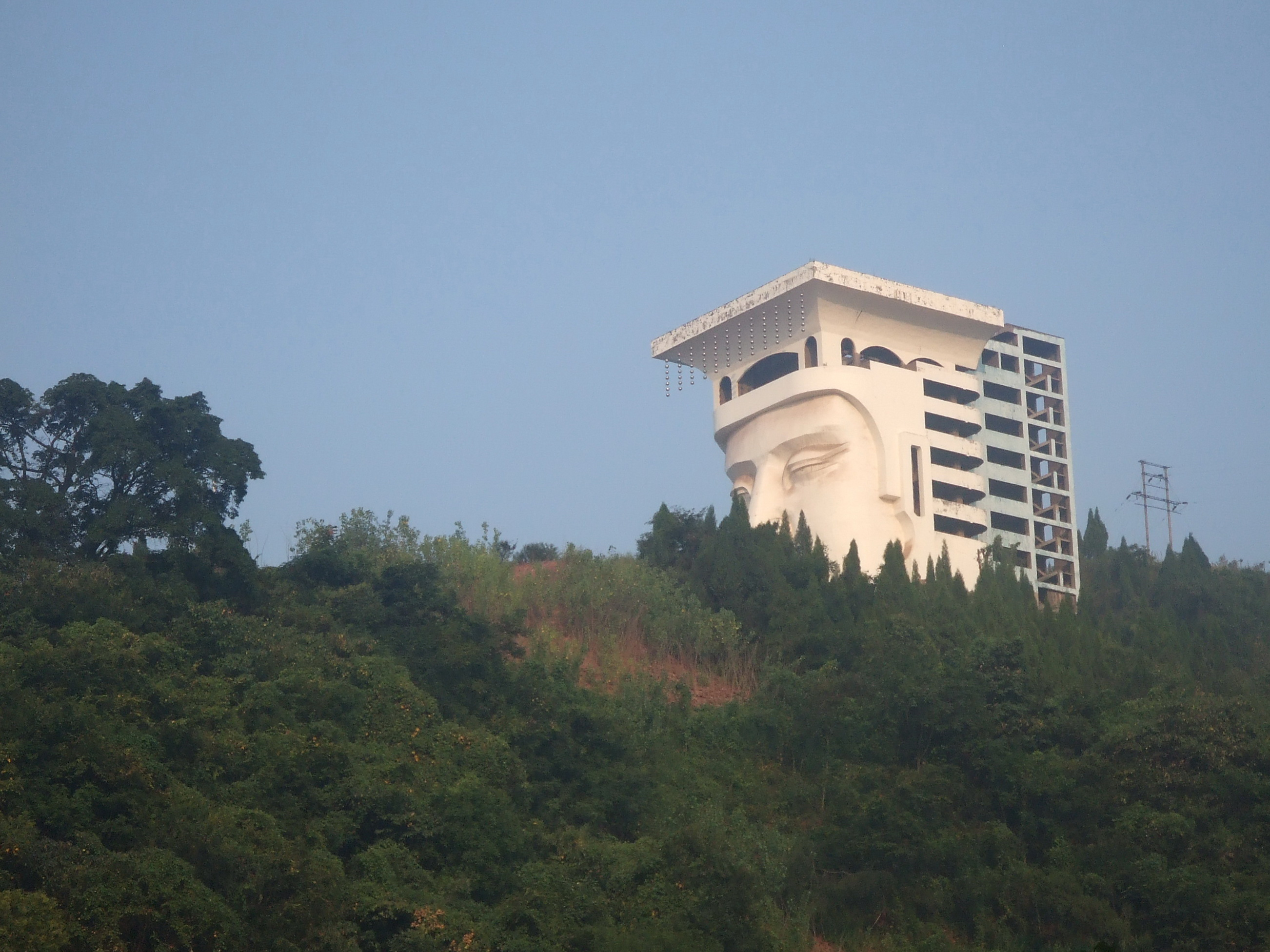
En la montaña se encuentra un hotel sin terminar abandonado, a imagen de la cabeza del Emperador de Jade.

A continuación, los muertos se dirigen al «paso de la tortura de fantasmas», donde se presentan para ser juzgados ante Yanluo Wang. La zona presenta grandes esculturas de demonios. La tercera prueba se realiza a la entrada del palacio Tianzi —la estructura más antigua del complejo, del siglo XVIII—, donde los espíritus deben permanecer de pie sobre una determinada piedra durante tres minutos; los virtuosos pueden hacerlo, pero las almas maliciosas fracasan y son condenadas al infierno. En 1985 se construyó el pabellón de Observación del Hogar, ubicado en el lugar donde, siguiendo el mito, los muertos podían echar un último vistazo a su hogar.